# AC-2

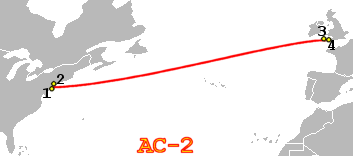
Przebieg kabla AC-2

Yellow / AC-2 (Atlantic Crossing 2) – światłowodowy podmorski kabel telekomunikacyjny o długości ok. 6400 km. łączący Stany Zjednoczone z Wielką Brytanią o przepustowości 320 Gbit/s (styczeń 2007) z możliwością rozbudowy do 640 Gbit/s. Właścicielami kabla są Level 3 Communications i Global Crossing Ltd.

## Punty styku z lądem
1. Brookhaven, Nowy Jork, USA
2. Bellport, Nowy Jork, USA
3. Bude, Wielka Brytania